# Лонгуорт, Стив
Стив Ло́нгуорт (англ. Steve Longworth, 27 июня 1948 года — 9 октября 2021) — английский бывший профессиональный игрок в снукер.

## Карьера
За свою профессиональную карьеру Лонгуорт не выиграл ни одного турнира. Несмотря на это, он очень часто играл в финальных стадиях различных рейтинговых соревнований и три сезона подряд был в топ-32 мирового рейтинга, с наивысшей позицией в сезоне 1988/89 (№ 30). Стив Лонгуорт дважды выступал в основной стадии чемпионата мира (в 1987 и 1988 годах), и лучшим его достижением на этом турнире стала 1/8 финала в 1987-м — тогда Стив в 1/16-й победил Кирка Стивенса со счётом 10:4, а затем уступил Стивену Хендри 7:13.